# 村竹ラシッド
村竹 ラシッド（むらたけ ラシッド、2002年2月6日 - ）は、日本の陸上競技選手。専門はハードル。110メートルハードルの自己ベストは12秒92。本種目の日本記録保持者。2022年世界陸上日本代表、2024年パリ五輪日本代表。千葉県松戸市出身。父はトーゴ人。

## 経歴
2024年パリオリンピック陸上男子110メートルハードルで、日本人として初めて決勝に進み5位入賞になった。その決勝の入場時には「ジョジョ立ち」を披露した。なお、この男子トラックの短距離種目における5位入賞は、1932年ロサンゼルスオリンピックの100m走決勝での吉岡隆徳の6位を上回る日本の五輪記録の歴代最高順位となった。
2025年5月29日、陸上アジア選手権で優勝し金メダルを獲得。8月16日、ナイトゲームズ・イン福井の男子110メートルハードルで、12秒92の日本記録を樹立し、日本人初の12秒台に到達した。